# 휴우가 네지
휴우가 네지(日向 ネジ)는 만화 《나루토》의 등장인물이다.
성우: 토오치카 코이치 / 신용우
상급닌자 마이트 가이가 담당하고 있는 제3반의 닌자이다. 휴우가 일족의 일원으로, 휴우가 히아시의 아들이자 휴우가 히나타의 사촌 오빠이다.
분가 출생이지만 백안의 사용과 유권에 굉장한 재능을 갖고 있다. 분가의 사람으로 태어나 항상 종가의 사람을 수호해야 하는 자신의 운명을 비관하며, 사람의 미래는 출생과 함께 정해져 있는 것이라고 여겼다. 하지만 중급닌자시험에서 나루토와 겨룬 뒤 휴우가 히아시의 사과를 받고 생각을 바꾼다. 그러나 4차 닌자대전때 나루토와 히나타를 감싸다가 사망한다.